# Meine Lieblingsfrau
Meine Lieblingsfrau (Originaltitel: My Favorite Wife) ist eine Screwball-Comedy mit Irene Dunne und Cary Grant unter der Regie von Garson Kanin aus dem Jahr 1940. Als Inspiration für die Handlung diente das Gedicht Enoch Arden von Alfred Tennyson. In Österreich und in Deutschland wurde der Film auch unter den Alternativtiteln Meine liebste Frau und Seine Lieblingsfrau veröffentlicht.

## Handlung
Ellen Arden ist seit einem Schiffsunglück vor sieben Jahre verschollen. Ihr Ehemann Nick Arden lässt sie nach Ablauf der gesetzlichen Frist schließlich offiziell für tot erklären, um endlich seine neue Partnerin Bianca heiraten zu können. Doch genau am Tag der Hochzeit taucht die von einer einsamen Südseeinsel gerettete Ellen auf. Nick ist schockiert, als er in seinen Flitterwochen plötzlich vor der sehr lebendigen Ellen steht. Rasch wird ihm klar, wie sehr er Ellen noch immer liebt. Komplex wird die Gesamtsituation allerdings, sobald er versucht, Ehefrau Nummer zwei die Anwesenheit von Ehefrau Nummer 1 zu erklären. Als einzig plausible Erklärung  muss  Ellen gegenüber Bianca als Nicks exzentrische Verwandte aus den Südstaaten auftreten. Bianca ist über Nicks auffälliges Verhalten zunehmend frustriert und kontaktiert sogar einen Psychiater.
Dann erfährt Nick, dass Ellen die sieben Jahre keineswegs alleine auf der Insel verbracht hat, sondern mit Stephen Burkett. Die beiden Schiffbrüchigen nannten sich sogar gegenseitig Adam und Eva. Ellen versucht einen ältlichen, unscheinbaren Schuhverkäufer als Stephen Burkett auszugeben, doch Nick hat bereits den richtigen Stephen aufgespürt: einen sehr attraktiven und reichen Mann, der länger mit Ellen auf der Insel als Nick mit ihr verheiratet war. Stephen macht Nick gegenüber deutlich, wie sehr ihm Ellen sympathisch ist und er versucht alles, Ellen von sich zu überzeugen. Nick ist eifersüchtig und fühlt sich hintergangen.
Als Nick kurzzeitig wegen Bigamie verhaftet wird, landen Ellen, Nick, Bianca und Stephen schließlich vor Gericht und müssen dem Richter die verwickelte Situation erklären. Schließlich wird Nicks Ehe mit Bianca annulliert und Ellen wieder offiziell für lebend erklärt. Stephen macht Ellen das Angebot, mit ihr auf die Insel zurückzukehren, aber Ellen lehnt ab, obwohl sie sich Nicks Liebe nicht mehr sicher sein kann. Ellen bringt es endlich übers Herz, ihren beiden Kindern Tim und Chinch zu sagen, dass sie ihre totgeglaubte Mutter ist. Zögerlich erkennt Nick, dass er Ellen immer noch liebt, und er – der sich Bedenkzeit bis Weihnachten einräumen wollte – erscheint im Weihnachtsmann-Kostüm vor ihr.

## Hintergrund
Leo McCarey hatte bereits 1937 bei der Screwball Comedy Die schreckliche Wahrheit mit den beiden Schauspielern Irene Dunne und Cary Grant in den Hauptrollen Regie geführt. Es fehlte in der Folgezeit nicht an Versuchen, die beiden Stars wieder gemeinsam vor die Kamera zu holen. 1938 scheiterte der Plan von Harry Cohn, mit Irene Dunne und Cary Grant Die Schwester der Braut zu drehen, am Widerstand von Regisseur George Cukor, der auf Katharine Hepburn bestand. Ebenso wenig war der Versuch erfolgreich, die beiden Schauspieler für Sein Mädchen für besondere Fälle zu gewinnen. Die Rolle ging schließlich an Rosalind Russell. Am Ende schaffte es Leo McCarey, mit Dunne und Grant in seiner Fassung von Lord Alfred Tennysons Enoch Arden wieder zu vereinigen, allerdings erst, nachdem die ursprünglich vorgesehene Jean Arthur die Rolle abgelehnt hatte. Das Drehbuch verändert die Ausgangssituation und lässt die Ehefrau statt des Ehemanns auf der einsamen Insel stranden. Ursprünglich wollte McCarey selbst Regie führen, doch ein Autounfall unmittelbar vor Drehbeginn verhinderte den Plan. Stattdessen übernahm der Drehbuchautor Garson Kanin die Verantwortung für die Umsetzung. Die beiden Stars drehten kurze Zeit später ihren dritten und letzten gemeinsamen Film, die melodramatische Romanze Akkorde der Liebe.
Der Stoff wurde in der Folgezeit noch mehrfach adaptiert. Eine nur dünn kaschierte Version lief nahezu zeitgleich mit Meine liebste Ehefrau unter dem Titel Ein Ehemann zuviel und präsentierte Jean Arthur als Frau mit zwei Ehemännern, nachdem Fred MacMurray nach jahrelanger Abwesenheit zurückkehrt und sie in der Zwischenzeit Melvyn Douglas geheiratet hat. 1962 scheiterte der Versuch, mit Marilyn Monroe und Dean Martin ein erneutes Remake unter dem Titel Something’s Got to Give zur Vollendung zu bringen. Am Ende wurde das Projekt mit Doris Day und James Garner 1963 neu verfilmt und als Eine zuviel im Bett in die Kinos gebracht.

## Kinoauswertung
Mit Kosten von 921.000 US-Dollar war Meine Lieblingsfrau eine für RKO-Verhältnisse teure Produktion. An der Kinokasse erwies sich der Film als erfolgreich und spielte am Ende insgesamt 2.057.000 US-Dollar ein. Ein Profit von 505.000 US-Dollar machte Meine Lieblingsfrau zum zweiterfolgreichsten Film des Jahres für RKO.

## Kritiken
Die Kritiker lobten die schwungvolle Inszenierung und das harmonische Spiel der beiden Stars. Die New York Times war der Ansicht:

„[Der Film] ist eine Art von Zuflucht, wo wir in diesen Tagen allesamt Entspannung finden können – eine wahrhaft sorglose Farce, ein Rondo leicht anzüglicher Zweideutigkeiten und ein insgesamt herzlicher Film, in dem Cary Grant und Irene Dunne sich auf die charmanteste Art gegenseitig verfolgen.“

Bei Rotten Tomatoes hält der Film, basierend auf 14 Kritiken, eine Wertung von 86 %. Das Lexikon des internationalen Films zeigte sich mit dem Abstand einiger Jahrzehnte überwiegend positiv:

„Weitgehend vergnügliche "screwball comedy", in deren Mittelpunkt die andauernde Verhinderung der Hochzeitsnacht steht. Gute Darsteller und witzige Situationen heben den Film über einige Schwächen des Buches hinweg.“

## Auszeichnungen
Der Film ging mit drei Nominierungen in die Oscarverleihung 1941, ohne einen der Preise zu gewinnen:
- Beste Filmmusik – Roy Webb
- Bestes Szenenbild (Schwarzweißfilm) – Van Nest Polglase, Mark-Lee Kirk
- Bestes Originalgeschichte – Leo McCarey, Bella Spewack, Sam Spewack